# Rosa Taikon
Rosa Sofia Ingeborg Taikon (30. července 1926 Tibro, Švédsko – 1. června 2017 Ytterhogdal, Švédsko) byla švédská romská šperkařka a aktivistka. Pokračovala v rodinné tradici stříbrotepectví, její tvorba představuje jedinečné setkání modernismu a romské tradice a vyznačuje se organickými tvary, lemovanými dokonalým filigránem.
Po vraždě jejich bratra v roce 1962 se Rosa a její sestra Katarina (1932–1995) staly známými romskými aktivistkami za občanská práva Romů ve Švédsku i v zahraničí. Za „pět desetiletí boje za romskou kulturu“ a svůj přínos k ochraně práv Romů získala Rosa Taikon v roce 2013 Cenu Olofa Palmeho.

## Dětství a mládí
Rosa Taikon se narodila v roce 1926 v Tibru do rodiny kalderašských Romů. Její matka Agda Karlsson byla farmářka z Härrydy, která se v restauraci v Göteborgu, kde oba pracovali, seznámila s výrazně starším Johanem Istvánem Taikonem. Matka byla servírka a otec hrál na housle. Měli spolu čtyři děti: Paula, Rosu, Pauline a Katarinu. Matka zemřela na tuberkulózu, když jí bylo pouhých 29 let. Rosa se svou rodinou žila v dětství kočovný život, někdy ve stanu, v karavanu, jindy v hotelech. Kočovali částečně kvůli povaze jejich obživy a také kvůli tehdejším místním omezujícím pravidlům. Živily je hlavně příjmy z hudebních vystoupení a práce na zábavách, otec také vyráběl předměty z cínu a stříbrné šperky.
Rosa se již v raném věku naučila hrát na bicí a v pouhých devíti letech začala vystupovat jako profesionální hudebnice. V kapele hrál i její o dva roky starší bratr Paul. Vystupovali ve veřejných parcích a tanečních sálech po celém Švédsku. Rosa měla navíc na starosti péči o mladší sourozence a chod domácnosti, prala a připravovala jídlo. Když jí bylo 13 let, pracovala také po večerech, kdy tančila a vystupovala na poutích.
Otec se snažil dostat své děti do místních škol, ale narážel na rasismus systému i místních pedagogů, zástupců úřadů a obyvatel. Kočovným lidem, jako jsou Romové, nebylo v té době dovoleno zůstat delší dobu na jednom místě, pokud nemohli prokázat, že mají pravidelné zaměstnání a typ práce Johana Taikona do této kategorie nepatřil. Obživa rodiny skutečně vyžadovala, aby se přestěhovali, jakmile se jejich „místní trh“ nasytil. Všechny tyto důvody dohromady ztěžovaly dětem získání solidního vzdělání.

## Profesní život
V letech 1957–1959 Rosa a její sestra Katarina navštěvovaly dvouletý kurz na veřejné vysoké škole pro dospělé Birkagårdens Folkhögskola. Rosa předtím získala základní vzdělání a v roce 1947 absolvovala také stříbrotepecký kurz v Kursverksamheten (předchůdce Lidové univerzity). Stříbrotepectví bylo tradiční řemeslo v rodině, které se dědilo po mužské linii, věnoval se mu Rosin dědeček i tatínek. Poté, co byl v roce 1962 zavražděn její starší bratr Paul, který by jinak normálně pokračoval v otcově profesi si Rosa uvědomila, že je to právě ona, kdo má předávat a rozvíjet stříbrotepeckou tradici.
V letech 1961–1966 studovala na Konstfackskolan (nyní Konstfack neboli Vysoká škola umění, řemesel a designu) a získala tradiční designérské vzdělání se specializací na práci s kovem. Po ukončení studia si založila vlastní nezávislé šperkařství. První samostatnou výstavu uspořádala již v roce 1966.
V roce 1973 se s manželem Berndem Januschem přestěhovala do bývalé školy ve Floru, malém městě na severu Švédska. Po mnoho let spolu úzce spolupracovali, téměř v symbióze, společně vytvářeli šperky a uspořádali několik společných výstav.
Rosa Taikon pravidelně vystavovala v galeriích po celém Švédsku a v Evropě, celkem měla více než 400 výstav. Její šperky jsou součástí stálých muzejních expozic ve Švédsku i jinde ve světě.

## Aktivismus
Rosa a její sestra Katarina stály v čele hnutí za občanská práva Romů v 60. letech 20. století a aktivně se zasazovaly o práva Romů v boji proti místním i státním orgánům. V roce 1963 vydala Katarina Taikon autobiografickou knihu Zigenerska (Romka), které se dostalo velké pozornosti. Jednalo se o autobiografické polemické dílo, které upozorňovalo na těžkou situaci Romů a podílu úřadů na této situaci. Sestry Taikonovy se zasazovaly o dosažení rovných práv pro Romy. V roce 1964 založily ve spolupráci s šéfredaktorem Evertem Kummem a lékařem Johnem Takmanem organizaci Zigenarsamfundet (Sdružení Romů) a v následujícím roce se podílely na založení časopisu sdružení Amé Beschás (Žijeme), který popisoval tehdejší Švédsko a jeho historii z romské perspektivy.
Po smrti sestry Katariny pokračovala Rosa v aktivistické činnosti až do svých posledních let. Byla známá svými vystoupeními ve švédském rozhlase a televizi. Spolupracovala na různých vládních vyšetřováních týkajících se romské problematiky. Často přednášela na školách a univerzitách, protože pro ni bylo důležité, aby se všechny švédské děti dozvěděly o Romech.
Až do své smrti v roce 2017 byla Rosa Taikon významnou obhájkyní občanských práv Romů.

## Osobní život
Rosa se v 15 letech provdala za svého bratrance, ale po dvou letech se rozvedla a vrátila se ke své rodině a k životu v táboře. Neléčená infekce vaječníků ji však zanechala neplodnou. Rosin otec Johan Taikon v roce 1947 zemřel a Rosa se následujícího roku podruhé provdala za námořníka Allana Widegrena. Manželé se usadili ve Stockholmu, kde se Rosa i její sestra Katarina staly členkami uměleckých kruhů a hrály v několika filmech. Manželství trvalo do roku 1952.
Během studia na Konstfacku se Rosa seznámila s rakouským studentem architektury Berndem Januschem, začali spolu chodit v roce 1964 a v roce 1967 se vzali. O třináct let později se manželé rozešli, nicméně až do roku 1992 pořádali společné výstavy.
Rosa Taikon strávila většinu svého života v Ytterhogdalu, kde v roce 2017 zemřela ve věku 90 let. Je pohřbena ve Skogskyrkogården ve Stockholmu. Po její smrti darovala rodina její dílnu Muzeu Hälsinglands a v roce 2021 se stala součástí stálé expozice muzea.

## Ocenění
Za svůj umělecký přínos byla Rosa Taikon v roce 2010 oceněna státním vyznamenáním Illis quorum meruere labores a v roce 2012 jí byla udělena kulturní cena Riksskådebanan za práci ve prospěch menšin a za její šperkařskou tvorbu. Jako uznání jejího dlouholetého aktivistického boje a umělecké činnosti jí byla v roce 2013 udělena Cena Olofa Palmeho a v roce 2014 čestný doktorát univerzity v Södertörnu.